# Claesman
Claesman is een Brugse familie uit de zestiende tot achttiende eeuw die rijk werd door handel drijven en van wie verschillende leden tot de stadsbestuurders behoorden..

## Oorsprong
De familie Claesman is afkomstig uit Goslar in Nedersaksen.
De eerste onder hen die zich in Brugge vestigde was Valentinus Claesman, genaamd de Oude, die trouwde met Catharina Hoofman of Hooftman. Door zijn huwelijk werd hij poorter van de stad Brugge op 16 januari 1544. Hij was de zoon van Johannes Claesman, taveernehouder in Goslar en Anna Wittemayer en had zelf vier zoons en drie dochters.

## Willem en Gerard Claesman
De oudste zoon, Willem Claesman trouwde met Cornelia Govaerts. Ze hadden een zoon Valentinus Claesman die trouwde met Maria De Busschere. Die hadden drie zoons, Valentinus die priester werd en Jacques Valentin Claesman die trouwde met Barbara de Lampreel en  schepen (1629), raadslid (1627, 1631) en tresorier (1639) van de stad Brugge werd. De derde zoon, Chrétien Claesman trouwde met Barbara Crabbe 
De derde zoon van Valentinus de Oude was Gerard Claesman (†1604), die trouwde met Anna-Jeanne De Busschere (†1629). Hij werd raadslid van Brugge (1590-1591, 1592-1593, 1584-1595 en schepen (1595-1597, 1599-1604), alsook gouverneur van de Bogaerdenschool. Ze hadden een dochter, Maria Claesman, die trouwde met Donat van den Bogaerde. Dit echtpaar en uiteraard hun voorvaders behoren tot de rechtstreekse voorouders van prinses Mathilde. 
De Claesmans bereikten in de zeventiende eeuw hun welvaart door handel drijven. Heel wat leden van de familie waren lid van de Gilde der makelaars: Willem Claesman (1615), Gaspar Claesman (1620), Otto Claesman (1638), Melchior Claesman (1647), François Jacques Claesman (1665)

## François I en II Claesman
De zoon van Jacques-Valentin Claesman - de Lampreel, François I Jacques Claesman, trouwde met Christine de Crits en ze woonden in het huis genaamd 'In 't Peertshoofd' in de Noordzandstraat. Hij behoorde tot het viertal dat in 1665 door een 'machtsgreep' de leiding nam van de Gilde van makelaars. Hun zoon François II Claesman trouwde met Marie-Jacqueline de Crits.  Hij werd pensionaris van de stad Brugge en griffier van de stadsversterkingen. Na de dood van François II bekwam zijn weduwe in 1709 opname in de adelstand voor haar en haar kinderen.

## François III Claesman
De zoon van bovenstaanden, François III Claesman, werd in 1712 tot baron van Male gepromoveerd. Hij trouwde met Barbara Cobrysse. Het gezin bleef kinderloos. Hij werd schepen van Brugge in 1721, burgemeester van de raadsleden in 1725 en burgemeester van de schepenen van 1731 tot aan zijn dood in 1734. 

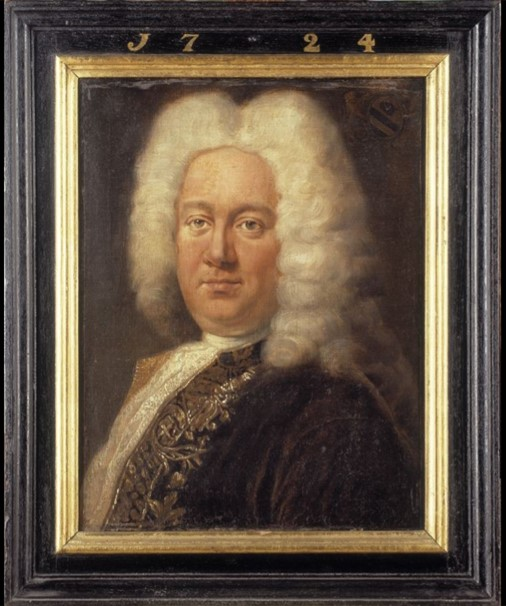
Portret van François III Claesman, voogd van het Sint-Juliaanshospitaal in Brugge, collectie Musea Brugge

Als baron van Male was Claesman ook eigenaar van het grafelijk slot van Male, dat hij naar de mode van de tijd liet verbouwen en het park heraanleggen. Midden lusthoven en dreven behield het kasteel alleen de middeleeuwse middentoren, geflankeerd door twee zijvleugels met verdieping. Ook het gebouw dat als stadhuis voor de heerlijkheid Male diende werd verbouwd en ernaast werd een nieuwe brouwerij gebouwd. François Claesman lijkt geen al te goede herinnering te hebben nagelaten bij zijn tijdgenoten. De inwoners van de heerlijkheid waren sinds onheuglijke tijden gebruikers van het 'Maleveld' of 'Gemene weide', maar Claesman ondernam pogingen om hen die afhandig te maken en de rust werd pas hersteld door het wederzijds aanvaarden van een nieuwe 'Keure' in 1718.

## Albert Claesman
Albert Claesman (†1750), broer van François III Claesman was de tweede en laatste Claesman als baron van Male en heer van Vyve. Hij werd schepen en burgemeester van het Brugse Vrije (1717-1750). Hij was getrouwd met Isabelle Trappequiers. Ze hadden een enige dochter, Isabelle Claesman.
Het is Albert Claesman die in 1741, in vervanging van verschillende huizen, in de Sint-Jacobsstraat (thans nrs. 23-25) een stadspaleis bouwde, dat sinds 1886 het muziekconservatorium van Brugge huisvest.

## Isabelle Claesman
Isabelle Claesman (ca. 1735-1768) erfde als laatste naamdrager verschillende fortuinen. Ze was verstandelijk minder begaafd en werd onder de curatele geplaatst van Charles-Jean Dhont (1723-1798), tresorier-ontvanger van Damme, Hoeke en Monnikerede en stokhouder van de baronieën Male en Vyve. Hij was goed geplaatst om de omvang van haar fortuin te appreciëren en trouwde met haar. 
Dit huwelijk verwekte schandaal en veroorzaakte het grote ongenoegen van de families Claesman, Trappequiers, Neyts, Spanoghe, die een rijke erfenis aan zich zagen voorbijgaan. Een proces dat de overdracht van het erfdeel naar Dhont aanvocht, gaf aanleiding tot procedures die duurden tot in 1837, waarbij uiteindelijk in het voordeel van de erfgenamen van Dhont werd beslecht, meer bepaald van de families Pecsteen en Peers de Nieuwburg.

## Genealogische schets
- Johannes Claesman (ca. 1500). Hij trouwde met Anne Wittemayer
  - Valentinus Claesman de Oude (ca. 1525). Hij trouwde met Catherine Hooftman
    - Willem Claesman. Hij trouwde met Cornelia Govaert
      - Valentinus (-1623). Hij trouwde met Maria De Busschere (-1639)
        - Valentinus Claesman, priester
        - Jacques Valentin Claesman (1610-1642). Hij trouwde met Barbara de Lampreel (1620-1648)
          - Valentin Claesman. Hij trouwde met Maria Feignaert
          - Albert Claesman (†-1698), kanunnik van Sint-Donaas
          - Jacques François I Claesman (1640-). Hij trouwde met Christine de Crits (-1710)
            - François II Claesman (1670-1702). Hij trouwde in 1685 met Marie-Jacqueline de Crits
              - François III Claesman (1695-1734). Hij trouwde met Barbara Cobrysse (1683-1750)
              - Albert Claesman (ca. 1700-1750). Hij trouwde in 1721 met Isabelle Trappequiers (1705-)
                - Isabelle Claesman (1730-1768). Zij trouwde met Charles-Jean Dhont (1723-1798)

        - Chrétien Claesman (ca. 1610-1679). Hij trouwde met Barbara Crabbe

    - Valentinus Claesman (-1584). Hij trouwde (1) met Jeanne de Kevelaere. Hij trouwde (2) met Josine de Busschere (-1584)
    - Gerard Claesman (ca. 1560-1604). Hij trouwde met Anna-Jeanne De Busschere (1560-1629)
      - Jacques Claesman. Hij trouwde met Anna van der Eecke
      - Maria Claesman (1590-1656). Hij trouwde met Donat Van den Bogaerde (1585-1640)
      - Jan Claesman. Hij trouwde (1) met Maria van Steelant. Hij trouwde (2) met Maria Verplancke

    - Jacques Claesman (-1640). Hij trouwde met Laurence Armare
      - Willem Claesman. Hij trouwde met Barbara Van den Berghe
      - Gerard Claesman
      - Gaspard Claesman (-1658). Hij trouwde met Margaretha van de Walle (†1653)
        - Otho Claesman, raadslid van Brugge 
          - Jan Christiaan Claesman (-1706), abt van de abdij van den Eekhoutte